# Chōmei Kamo
Chōmei Kamo (jap. 鴨 長明 Kamo no Chōmei; ur. ok. 1154/1156, zm. 1216), właśc. Nagaakira Kamo – japoński mnich buddyjski, pisarz i poeta.

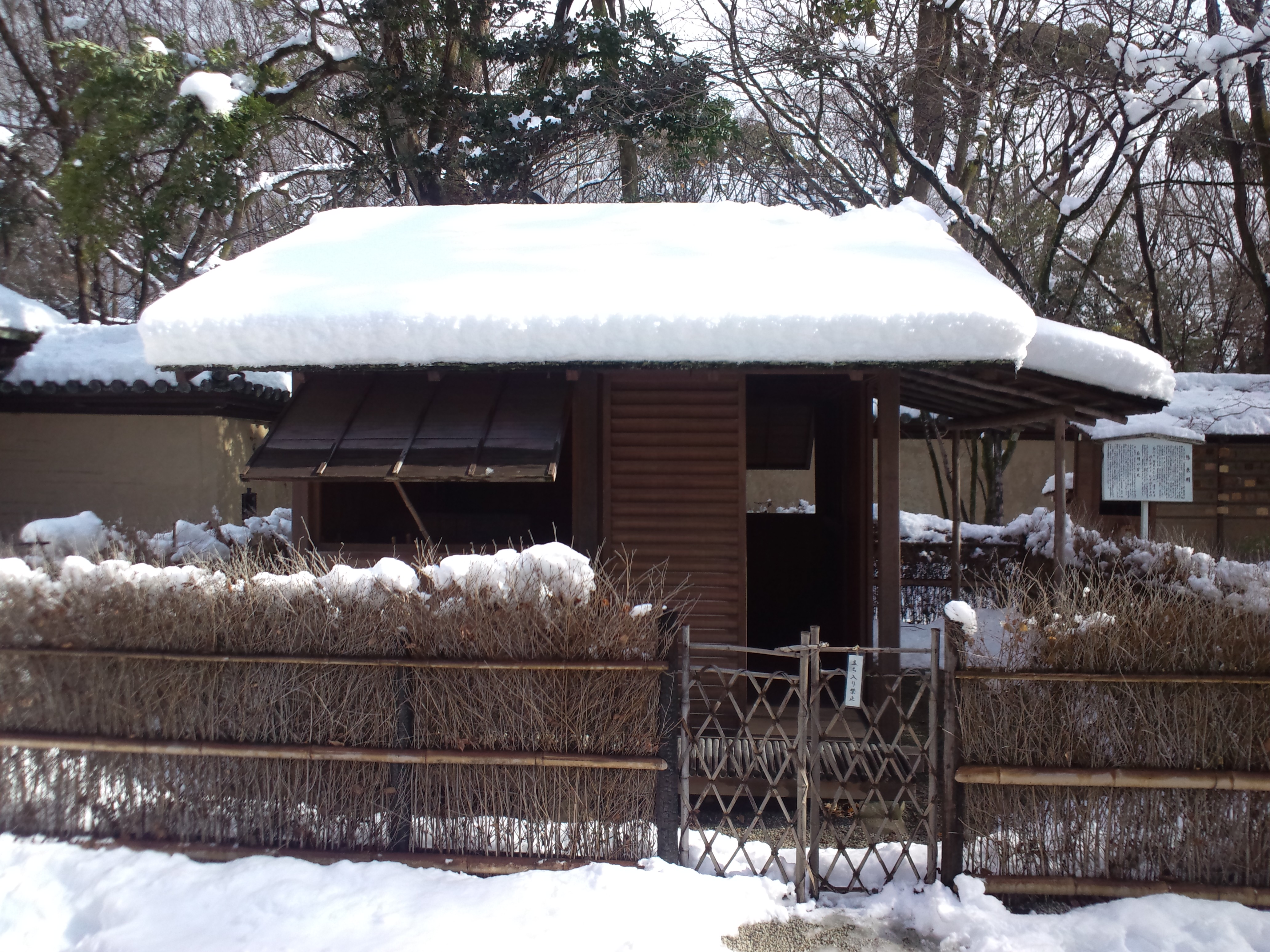
Rekonstrukcja szałasu poety w chramie Kawai w Kioto

Urodził się w Kioto, w rodzinie kapłanów shintō. Jego młodość przypadła na ciężkie czasy wojny Gempei, co wpłynęło później na jego postawę rezygnacji ze świata. Kluczową rolę w drodze życiowej Kamo odegrały także zakończone niepowodzeniem starania o objęcie chramów Kamo w Kioto, na skutek czego porzucił shintō i przeszedł na buddyzm. Wycofał się wówczas z życia publicznego i udał do pustelni nad brzegiem rzeki Kamo-gawa w Ōharze na północny wschód od Kioto, u stóp góry Hiei, przybierając imię zakonne Ren’in (蓮胤). W 1206 roku zamieszkał w małej chatce na górze Hino, gdzie żył do śmierci.
Wysoko ceniony za swoją twórczość już za życia, około 1200 roku został mianowany przez emerytowanego cesarza Go-Tobę naczelnikiem nowo utworzonego Biura Poezji. Był autorem licznych poezji, utworów prozatorskich i traktów krytycznoliterackich. Wydał m.in. zbiór esejów teoretycznych Mumyōshō (Wybór bez tytułu, 1211), dzienniki podróżne Iseki, Kaidōki i Tōkan kikō oraz kolekcję bajek buddyjskich Hoshinshū. Jego najważniejszym dziełem są jednak Hōjōki, refleksyjne zapiski, w których do głosu dochodzi buddyjska doktryna o nietrwałości i przemijalności rzeczy.
Fragmenty Hōjōki w przekładzie na język polski pt. Zapiski z szałasu ukazały się w antologii Dziesięć tysięcy liści z 1961 roku. Zapiski z szałasu rozpoczyna słynne zdanie:

Prąd rzeki rwie bez przerwy, więc i woda nie jest tu taka sama.

Autor stwierdza dalej, że z ludźmi jest tak samo. Nic nie jest trwałe na tym świecie: wszystko się zmienia, ginie, umiera.